# Basilika San Magno

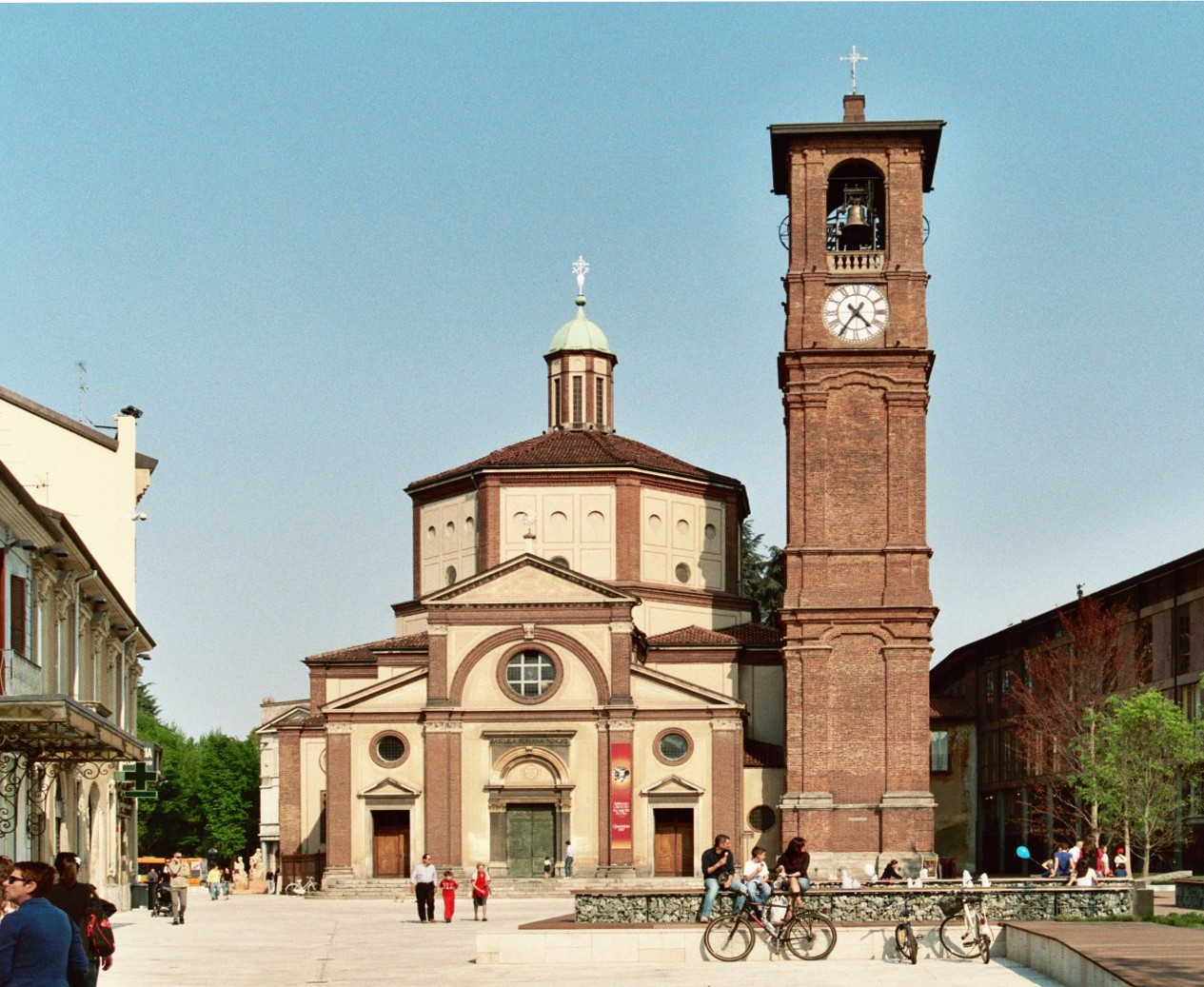
Basilika San Magno

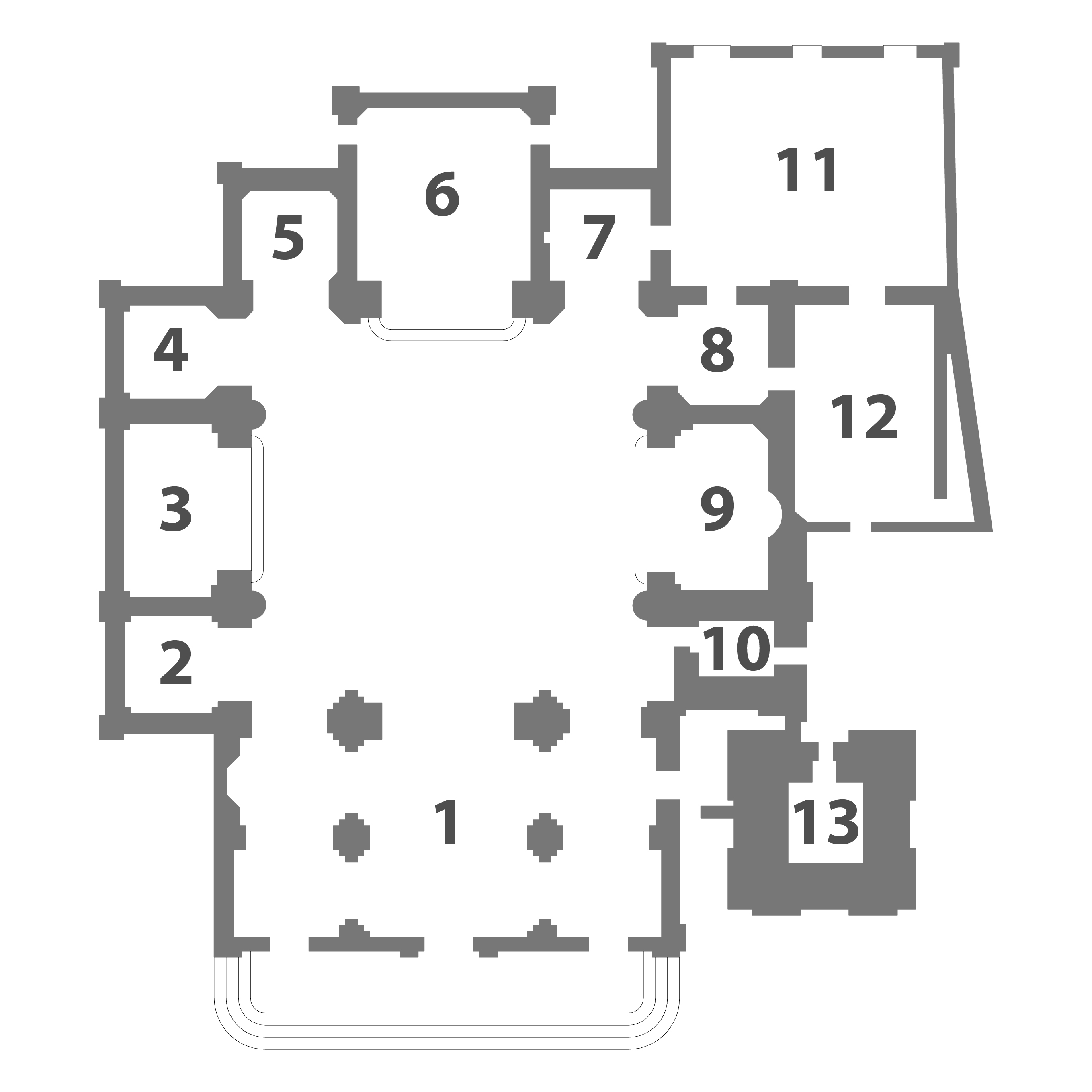
Grundriss

Die Basilika San Magno ist eine römisch-katholische Kirche in Legnano in der Lombardei, Italien. Die Pfarrkirche des Erzbistums Mailand trägt den Titel einer Basilica minor. Die Renaissancekirche stammt vom Anfang des 16. Jahrhunderts.

## Geschichte
Die Vorgängerkirche San Salvatore stammte aus dem 10. oder 11. Jahrhundert. Die Fundamente des romanischen Bauwerks wurden durch das Grundwasser und wiederholte Überflutungen des nahen Olona instabil. Gegen Ende des 15. Jahrhunderts kam es zu Einstürzen, ein Neubau wurde trotz der Standortprobleme an der gleichen Stelle geplant.
Der Entwurf und der Bau der Kirche wird dem Architekt Antonio da Lonate zugeschrieben. Der Bau dauerte von 1504 bis 1513. Die Widmung erfolgte an Magnus von Mailand, einen Erzbischof aus dem 6. Jahrhundert. Der heutige Glockenturm auf der rechten Eingangsseite wurde 1752 neben dem romanischen Kirchturm errichtet, der danach abgerissen wurde. 1950 erhielt die Kirche durch Papst Pius XII. den Titel einer Basilica minor verliehen.

## Bauwerk
Die ursprünglich unverputzte Ziegelfassade wurde mit Terrakottafiguren verziert. Sie wurde 1701 durch Francesco Maria Richini umgestaltet. Im 20. Jahrhundert wurde die Eingangshalle verändert. Die Kirchentüren wurden 1976 durch den Bildhauer Franco Dotti geschaffen.
Der oktogonale Innenraum wurde in den Ecken mit vier Paaren Kapellen ausgestattet. Die Fresken der Hauptkapelle und verschiedener anderer Flächen wurden 1562–64 durch Bernardino Lanino teilweise zusammen mit Giovan Martino Casa geschaffen.
Die Front des Hauptaltars ist ein Werk von Antonio Casani aus dem Jahr 1845, das Altarbild aus dem Jahr 1532 stammt von Bernardino Luini. Die ursprünglich im Jahr 1542 durch die Familie Antegnati erstellte Orgel wurde mehrfach modifiziert.